# Đường mòn Sihanouk
Đường mòn Sihanouk là một hệ thống cung cấp hậu cần ở Campuchia được Quân đội Nhân dân Việt Nam (QĐNDVN) và quân du kích Mặt trận Dân tộc Giải phóng miền Nam Việt Nam (MTDTGPMNVN) sử dụng trong chiến tranh Việt Nam (1960–1975). Từ năm 1966 đến năm 1970, hệ thống này hoạt động theo cùng một cách và phục vụ các mục đích tương tự như đường mòn Hồ Chí Minh (mà quân Bắc Việt gọi chính thức là Đường Trường Sơn) được biết đến nhiều hơn, chạy qua phần đông nam của Vương quốc Lào. Cái tên này có nguồn gốc từ Mỹ, vì Bắc Việt coi hệ thống này là một phần không thể thiếu của tuyến đường tiếp tế nêu trên. Những nỗ lực của Mỹ nhằm ngăn chặn hệ thống này bắt đầu vào năm 1969.

## Kết nối Sihanoukville (1966–1968)
Hoàng thân Norodom Sihanouk đã cai trị Campuchia kể từ khi ông giành được độc lập từ tay người Pháp vào ngày 9 tháng 11 năm 1953. Ông đã hoàn thành nhiệm vụ này bằng cách vận động chính trị giữa cả cánh tả và cánh hữu để đạt được điều mà không một nhà cai trị hay nhóm chính trị nào khác ở Đông Dương làm được, một quá trình chuyển đổi tương đối không đổ máu dẫn tới độc lập. Trong suốt mười năm tiếp theo, khi mà xung đột ở nước láng giềng Lào và Việt Nam Cộng hòa nóng lên, Sihanouk đã cố gắng duy trì sự cân bằng chính trị mong manh trong nước của mình đồng thời duy trì tính trung lập của quốc gia mình (được bảo đảm từ Hội nghị Geneva năm 1954 kết thúc chiến tranh Đông Dương lần thứ nhất).
Sihanouk tin rằng chiến thắng của cộng sản ở Đông Nam Á là không thể tránh khỏi và quân đội Campuchia không có khả năng đánh bại Bắc Việt, ngay cả khi có sự hỗ trợ của Mỹ. Nếu Campuchia (và chế độ của ông) muốn sống sót, ông sẽ phải mặc cả với chính đối thủ tiềm tàng. Ngày 10 tháng 4 năm 1965, ông đã cắt đứt quan hệ ngoại giao với Mỹ và chuyển sang cánh tả về mặt chính trị. Động thái này không phải là không có lý do. Để có được sự ủng hộ của nước ngoài, cả về mặt kinh tế lẫn chính trị, Sihanouk bèn quay sang Cộng hòa Nhân dân Trung Hoa. Một trong những điều khoản của thỏa thuận giữa Sihanouk và Thủ tướng Chu Ân Lai là Campuchia cho phép Bắc Việt sử dụng biên giới phía đông trong nỗ lực thống nhất hai nước Việt Nam.
Vào những ngày đầu trong chiến tranh Việt Nam, Bắc Việt đã cung cấp cho Mặt trận Dân tộc Giải phóng ở miền Nam bằng hai phương pháp. Đầu tiên là mở rộng Đường mòn Hồ Chí Minh về phía nam vào khu vực ngã ba biên giới Lào/Campuchia/Việt Nam Cộng hòa. Đường mòn này vốn là một mê cung gồm toàn những con đường bộ, hệ thống giao thông đường sông và trạm dừng, không ngừng được mở rộng và cải thiện. Nó phục vụ như một mạch máu hậu cần, về cả nhân lực và vật lực, dành cho nỗ lực chiến tranh của Bắc Việt chống lại Việt Nam Cộng hòa. Phương pháp thứ hai là vận chuyển vật tư bằng đường biển. Ước tính lưu lượng giao thông đường biển này lên tới 70%. Nó được thực hiện do khối lượng vật liệu có thể được vận chuyển bằng đường biển cao hơn so với đường bộ.:296

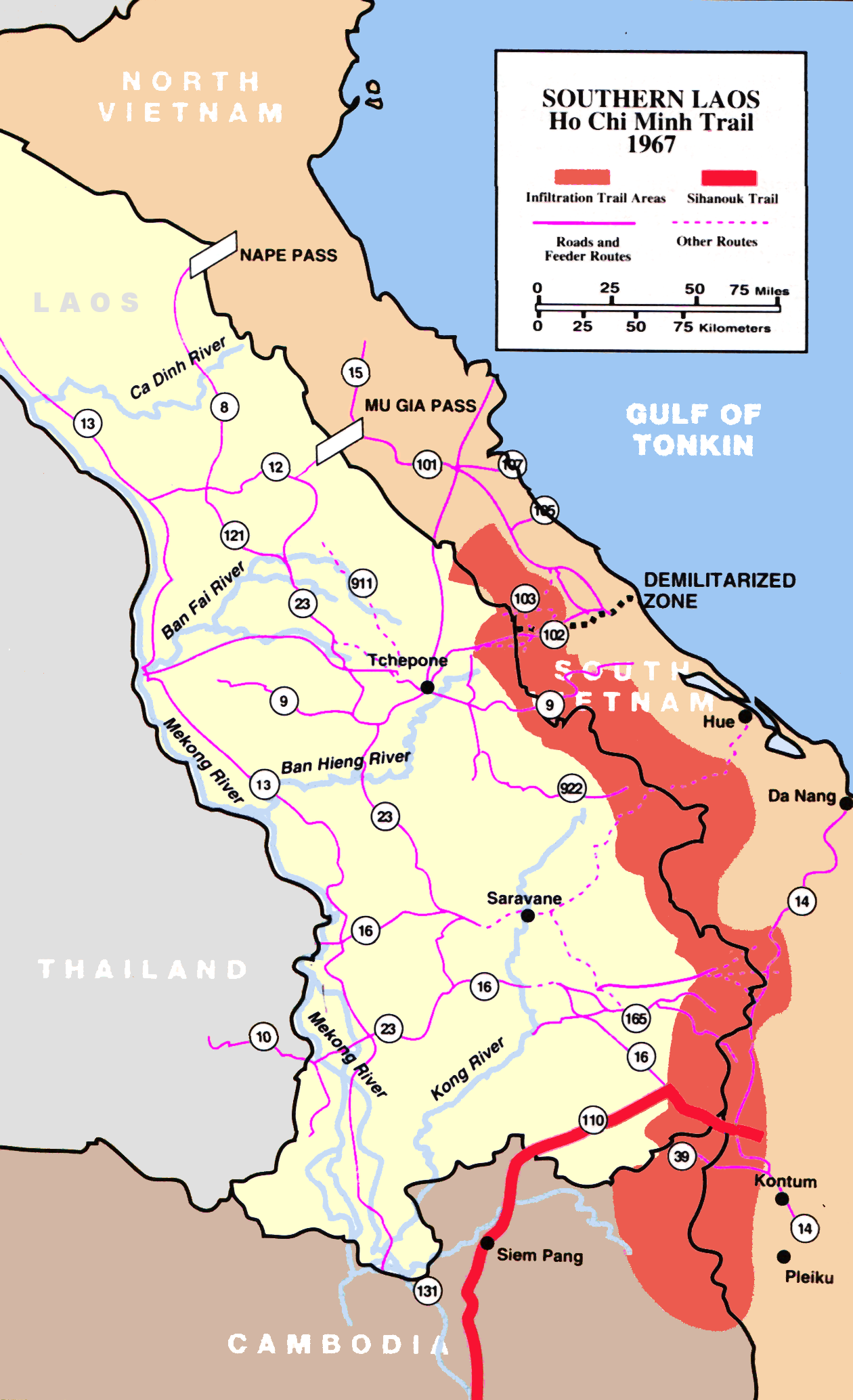
Đường mòn Hồ Chí Minh

Sau sự can thiệp trực tiếp của Mỹ vào năm 1965, sự hiện diện ngày càng tăng của các tàu hải quân Mỹ ở vùng biển ven bờ trong khuôn khổ Chiến dịch Market Time đã vô hiệu hóa tuyến đường biển vào miền Nam Việt Nam. Sau thỏa thuận giữa Sihanouk và phía Trung Quốc, một thỏa thuận cũng đã được ký kết giữa vị hoàng thân này với chính phủ Bắc Việt. Bước sang tháng 10 cùng năm, vật tư quân sự được vận chuyển trực tiếp từ miền Bắc Việt Nam trên đoàn tàu treo cờ cộng sản (đặc biệt là của khối phía Đông) đến cảng Sihanoukville của Campuchia, nơi sự trung lập của nước này đảm bảo việc giao nhận hàng hóa. Nguồn hàng tiếp tế được dỡ xuống rồi mới chuyển lên xe tải để chở đến các khu vực biên giới đóng vai trò là căn cứ địa của Quân đội Nhân dân Việt Nam/Quân Giải phóng miền Nam Việt Nam.
Trong suốt năm 1965, QĐNDVN đã bắt đầu xây dựng các tuyến tiếp tế mới để nối các đoạn của Đường mòn Hồ Chí Minh chạy qua miền nam Lào vào tận Campuchia. Năm sau, tình báo Mỹ phát hiện ra rằng một con đường mới (Đường 110), xuất phát từ Campuchia, hiện đã được nối với những con đường ở Lào. Việc phát hiện ra Đường 110 là nguồn gốc của thuật ngữ "Đường mòn Sihanouk", nhưng nó nhanh chóng bao trùm toàn bộ hệ thống hậu cần của Campuchia. Nỗ lực hậu cần trên bộ mới của QĐNDVN và hệ quả tất yếu trên đường biển của nó hiện được chỉ đạo bởi Đơn vị K-20 của QĐNDVN, đóng tại thủ đô Phnôm Pênh của Campuchia. K-20 hoạt động dưới vỏ bọc một công ty thương mại do chủ người Việt nắm quyền sở hữu.
Mặc dù giới chỉ huy Mỹ ở Sài Gòn và các chính khách ở Washington ngày càng nhận thức được sự sắp xếp này trong giai đoạn 1966–1967, họ từ chối can thiệp một cách công khai do những hậu quả chính trị của việc tiến hành chiến dịch quân sự chống lại một quốc gia trung lập và tham vọng của Sihanouk. Washington vẫn còn hy vọng mở lại cuộc đối thoại với Sihanouk và kiềm chế bất kỳ hành động nào có thể khiến ông hoàng này xa lánh hơn nữa.:83–8
Tuy nhiên, các hoạt động bí mật lại là một vấn đề khác. Một kết quả của nỗ lực xây dựng đường sá ngày càng tăng của Bắc Việt ở Campuchia là Hoa Kỳ cũng tăng cường chống lại hệ thống đường mòn ở Lào bằng cách tung ra cuộc tấn công B-52 Stratofortress đầu tiên vào hệ thống hậu cần vào ngày 12 tháng 12 năm 1965. Tháng 4 năm 1967, Tổng hành dinh quân đội Mỹ tại Sài Gòn cuối cùng đã nhận được sự ủy quyền cho triển khai Daniel Boone, chiến dịch thu thập thông tin tình báo do Đoàn Nghiên cứu và Quan sát Việt Nam, Bộ Tư lệnh Viện trợ Quân sự Mỹ (MACV-SOG) bí mật thực hiện.
Những toán trinh sát "vượt rào" vào Campuchia tiếp nhận mệnh lệnh nghiêm ngặt không được tham chiến và bí mật thu thập thông tin tình báo về các căn cứ và hoạt động của QĐNDVN. Kết quả của nỗ lực này là Dự án Vesuvius, qua đó giới chỉ huy Mỹ đối chiếu thông tin tình báo thu thập được về hành vi của QĐNDVN/QGPMNVN đã vi phạm tính trung lập của Campuchia và trình bày cho Sihanouk với hy vọng thay đổi quan điểm của ông ta.

## Chiến dịch Menu (1969–1970)
Kể từ lúc Tổng thống Richard M. Nixon đắc cử năm 1968 và việc Mỹ công bố chính sách mới về Việt Nam hóa năm 1969, quan hệ của Mỹ với Campuchia bắt đầu thay đổi. Mục tiêu của Mỹ bây giờ là câu giờ cho đồng minh Việt Nam Cộng hòa và yểm trợ cho việc rút quân của chính họ. Ngày 11 tháng 5 năm 1969, Sihanouk hoan nghênh việc quay trở lại quan hệ ngoại giao toàn diện với Hoa Kỳ.:140 Ngày 18 tháng 3, Nixon, đã đoán trước được diễn biến này nên ra lệnh ném bom những nơi trú ẩn của Campuchia bằng máy bay B-52. Vào ngày đó, 48 máy bay ném bom, theo lệnh bí mật của tổng thống, đã bay vào không phận Campuchia và chuyển giao trọng tải trong Chiến dịch Breakfast.:19–29
Trong 14 tháng tiếp theo, hoạt động này được tiếp nối bởi các Chiến dịch Lunch, Snack, Dinner, Dessert và Supper khi hàng loạt máy bay ném bom Mỹ đã thực hiện 3.630 phi vụ và tiêu tốn 100.000 tấn bom đạn trút xuống các căn cứ địa trong cái được gọi là Chiến dịch Menu. Trong khoảng thời gian này, toàn bộ chương trình được giữ bí mật với Quốc hội, người dân Mỹ và thật ngạc nhiên là với chính Không quân Mỹ.:29–30:13–4
Sihanouk tỏ ra đồng ý một cách đáng ngạc nhiên về toàn bộ sự việc.:93–4 Ông chịu áp lực từ phía Mỹ phải mở lại quan hệ ngoại giao và hành động quân sự chống lại mấy khu trú ẩn; từ phía Bắc Việt, hiện đã nhận được 80% quân nhu cho các hoạt động ở cực nam qua Sihanoukville; và từ Khmer Đỏ non trẻ được Trung Quốc yểm trợ (khoảng 4.000 người).:89:73 Sihanouk cảm thấy rằng đây là thời điểm thuận lợi để quay trở lại cánh hữu. Vào mùa hè, ông thành lập Chính phủ Cứu quốc cánh hữu dưới sự chỉ huy của Tướng Lon Nol và đình chỉ những chuyến hàng chở vũ khí của Bắc Việt qua các cảng của ông.
Tuy vậy, tình hình đã quá muộn. Đến tháng 12, hành động cân bằng chính trị mà vị hoàng thân này thực hiện trong suốt hai thập kỷ qua đã sụp đổ xung quanh ông. Tháng 3 năm 1970, Sihanouk mất quyền kiểm soát chính phủ.:90 Ngược lại với mong đợi, nỗ lực ném bom của Mỹ đã không nghiền nát các khu căn cứ địa và chỉ có xu hướng đẩy Quân đội Nhân dân Việt Nam và Mặt trận Dân tộc Giải phóng miền Nam Việt Nam vào sâu hơn vùng nông thôn Campuchia. Chuỗi sự kiện này bắt đầu đặt ra những câu hỏi cho Hà Nội. Bắc Việt sẵn sàng duy trì hiện trạng ở Campuchia miễn là các tuyến tiếp tế và nơi trú ẩn của họ được đảm bảo. Nhưng với việc mở rộng chiến tranh xuyên biên giới, họ có thể phải thực hiện những bước tiếp theo để duy trì vị thế của mình.

## Đảo chính và xâm nhập (1970)
Ngày 18 tháng 3 năm 1970, nhân chuyến thăm của Sihanouk tới Moskva và Bắc Kinh, hoàng thân bị Quốc hội phế truất và nhanh chóng tuyên bố thành lập Cộng hòa Khmer. Tuy nhiên, quyền lực thực sự rơi vào tay Lon Nol.:112–7 Lon Nol nhanh chóng đưa tối hậu thư cho Bắc Việt, ra lệnh cho họ rời khỏi đất nước, nhưng kết quả thực sự duy nhất là Quân đội Hoàng gia Khmer (FARK) đã lãnh đạo một cuộc tàn sát đẫm máu nhắm vào người Việt ở các tỉnh miền đông.:144–6
Sihanouk, tức giận trước diễn biến vụ việc, mau chóng đảm nhận vai trò lãnh đạo vắng mặt của Mặt trận Đoàn kết Dân tộc Campuchia (FUNK), một chính phủ lưu vong liền được Bắc Việt, Mặt trận, Pathet Lào và Khmer Đỏ công nhận và ủng hộ.:605–6 Sau khi Sihanouk bị lật đổ, chính phủ Lon Nol đã chuyển giao hàng đống tài liệu thu được cho phía Mỹ tiết lộ toàn bộ mức độ tham gia của ông ta trong nỗ lực xâm nhập này. Từ tháng 12 năm 1966 đến tháng 4 năm 1969, Đơn vị K-20 đã tạo điều kiện cho 29.000 tấn hàng hóa xâm nhập vào Campuchia.:339–40 Với sự ưng thuận của hoàng thân, đơn vị này đã mua 55.000 tấn gạo hàng năm từ chính phủ và 100.000 tấn khác trực tiếp từ nông dân Campuchia.
Dưới sự lãnh đạo của Lon Nol (và với sự hỗ trợ của Mỹ), ANK đã được mở rộng và tổ chức lại thành Quân đội Quốc gia Khmer (FANK) và sau đó liền tung ra các cuộc tấn công chống lại QĐNDVN. Hà Nội phản ứng bằng cách phát động Chiến dịch X, một chiến dịch nhằm mở rộng các vùng đệm xung quanh các tuyến liên lạc của mình.:94 John Shaw trong cuốn sách nhan đề The Cambodian Campaign chỉ nhắc đến Chiến dịch X trong bối cảnh các hoạt động quân sự ở Việt Nam Cộng hòa. Nhiều nguồn tin của Mỹ cho thấy (cũng như đối với giới lãnh đạo Mỹ vào thời điểm đó) rằng Campuchia chỉ có liên quan trong chừng mực nó ảnh hưởng đến cuộc xung đột ở miền Nam Việt Nam.:98 Sử dụng biện pháp tiết kiệm vũ lực, chỉ khoảng 10.000 quân Bắc Việt đã đánh đuổi Quân đội Quốc gia Khmer ở phía tây và đông bắc Campuchia, chiếm lĩnh hoặc đe dọa 16 trong số 19 tỉnh lỵ của Campuchia và ngăn chặn, trong nhiều thời kỳ, tất cả các tuyến đường bộ và đường sắt đi đến thủ đô.:98
Nixon sẵn sàng tận dụng lợi thế từ việc lật đổ Sihanouk và cơ hội tấn công các khu ẩn náu vùng biên giới như một phương tiện câu giờ cho cả Mỹ và Việt Nam Cộng hòa. Ngày 29 tháng 4 năm 1970, vụ đánh bom đầu tiên của Chiến dịch Patio diễn ra. Giống như Menu, các cuộc không kích chiến thuật này đều được giữ bí mật chặt chẽ.:82 Dù ban đầu đây chỉ là một biện pháp chống xâm nhập, chiến dịch này nhanh chóng mở rộng khi các mục tiêu sâu hơn ở Campuchia trở thành đích nhắm. Chương trình này nhanh chóng bị Chiến dịch Freedom Deal thay thế, sự yểm trợ công khai của Quân đội Quốc gia Khmer bằng B-52 và các cuộc không kích chiến thuật của máy bay Mỹ và Việt Nam Cộng hòa.:84–5
Cũng trong ngày 29 tháng 4, đội đặc nhiệm thiết giáp Việt Nam Cộng hòa đã vượt biên giới Campuchia vào khu vực gọi là Mỏ Vẹt, nằm về phía phía tây bắc Sài Gòn. Ngày hôm sau, lực lượng liên quân gồm nhiều sư đoàn Mỹ/Việt Nam Cộng hòa tràn qua biên giới và tiến vào khu vực được gọi là Lưỡi Câu, nằm về phía phía bắc Sài Gòn và đối diện với tỉnh Bình Long. Ngoại trừ trận giao tranh ác liệt ở Snuol, sự kháng cự của QĐNDVN/QGPMNVN rất yếu ớt vì hầu hết quân Bắc Việt đã rút khỏi vùng biên giới để hoạt động chống lại FANK.:64–5
Washington và giới chỉ huy Mỹ ở Sài Gòn coi chiến dịch này là một thành công lớn, vừa là phép thử đối với chính sách Việt Nam hóa mới của Mỹ vừa nhằm đẩy lùi bất kỳ cuộc tấn công nào của QĐNDVN/QGPMNVN được lên kế hoạch nhằm vào khu vực Sài Gòn trong năm tới.:177–8 Lượng hàng hậu cần bị lực lượng đồng minh tràn ngập và chiếm giữ trong các khu căn cứ thực sự rất ấn tượng. Số hàng này bao gồm 20.000 vũ khí cá nhân và 2.500 vũ khí cho thủy thủ đoàn; 7.000 tấn gạo; 1.800 tấn đạn dược; 140.000 tên lửa và đạn pháo; 435 xe; 29 tấn thiết bị thông tin liên lạc; 55 tấn vật tư y tế; và 199.552 viên đạn phòng không.:162–3
Nhiều nhà quan sát tỏ ra thận trọng hơn. Ngay từ tháng 10 năm 1969 (và có thể đoán trước được việc mất các tuyến đường ở Campuchia) QĐNDVN đã bắt đầu "nỗ lực hậu cần mạnh mẽ và lớn nhất của họ trong toàn bộ cuộc chiến" bằng cách xây dựng và mở rộng các tuyến đường của mình đến tây bắc Campuchia. CIA ước tính rằng việc thay thế các nguồn cung cấp bị mất trong cuộc tấn công sẽ chỉ mất 75 ngày để hoàn thành.:96

## Giai đoạn 1971–1975
Như đã xảy ra vào cuối cuộc tổng tiến công Tết Mậu Thân năm 1968, mạng lưới hậu cần của Bắc Việt đã được cải thiện và mở rộng sau đợt xâm nhập này. Do mất quyền tiếp cận các bến cảng của Campuchia, Hà Nội bèn thành lập Đoàn Vận tải 470 để nắm quyền kiểm soát và điều phối các hoạt động tiếp tế cho Campuchia.:191 Tuyến đường mới rẽ về phía tây từ Mường Mây, cực nam nước Lào, song song với sông Kong vào Campuchia. Cuối cùng, mạng lưới này mở rộng qua Siem Prang và đến sông Mê Kông gần Stung Treng.:193 Bước tiếp theo là chiếm thị trấn Kratié, ở phía đông miền trung Campuchia, vào ngày 5 tháng 5. Đoàn 470 đã dọn sạch dân cư khỏi thị trấn sông Mê Kông và biến nó thành trụ sở hành chính. Các căn cứ của QĐNDVN ở phía đông được Kratié tiếp tế trong khi nhân lực và quân nhu tiến đến vùng đồng bằng sông Cửu Long của miền Nam Việt Nam hiện đang vòng về phía tây, xung quanh Phnôm Pênh, qua chân đồi của Dãy núi Cardamom rồi lại về phía đông để vượt biên giới.:247
Ngày 20 tháng 8 năm 1971, Tổng thống Lon Nol đã phát động Chiến dịch Chenla II trong nỗ lực mở rộng liên lạc giữa Phnôm Pênh và thành phố lớn thứ hai của đất nước là Kompong Thom.:98 Hai thành phố này đã bị Khmer Đỏ cô lập trong hơn một năm. FANK ban đầu thành công, nhưng Khmer Đỏ được QĐNDVN hậu thuẫn đã phát động một cuộc phản công và tiêu diệt lực lượng chính phủ nơi đây.:202–4 Đến năm 1972 FANK bị tổn thất rất nhiều quân, mạng lưới đường bộ và đường sắt bị phá hủy và lạm phát lan tràn. Sản lượng lúa thu hoạch giảm từ 3,8 triệu tấn năm 1969 xuống còn 493.000 tấn năm 1973.:99 Sự ủng hộ của nhân dân Campuchia đối với cuộc chiến chống lại Bắc Việt và quân nổi dậy đã hoàn toàn tan biến. Người Mỹ, đang đàm phán với Bắc Việt, đã đề xuất một lệnh ngừng bắn trên toàn Đông Dương như một phần của giải pháp cuối cùng cho cuộc xung đột tại Việt Nam Cộng hòa.:12–3
Ngày 28 tháng 1 năm 1973, ngày Hiệp định Hòa bình Paris có hiệu lực, Lon Nol tuyên bố ngừng bắn đơn phương, điều mà Khmer Đỏ đã nhanh chóng phớt lờ, cho rằng đó là "một sự lừa dối do Đế quốc Mỹ và các đồng minh của họ tạo ra.":99:280–7:97 Sang tháng 4 cùng năm, chính Phnôm Pênh đã được cứu khỏi bị chiếm chỉ nhờ một nỗ lực ném bom lớn do máy bay Mỹ thực hiện.:172 Đây là sự kết thúc của sự hỗ trợ trên không của Hoa Kỳ, chiếc máy bay Mỹ cuối cùng rời khỏi không phận Campuchia vào ngày 15 tháng 8. Từ đầu Chiến dịch Breakfast, Không quân Mỹ đã trút 539.129 tấn bom xuống Campuchia, trong đó 257.465 tấn đã được thả trong sáu tháng cuối cùng của chiến dịch.:297
Vào ngày đầu năm mới 1975, Khmer Đỏ phát động cuộc tấn công cuối cùng chống lại Cộng hòa Khmer. Nỗi thống khổ của người dân Campuchia cũng như sự từ chức của Lon Nol đều không thể ngăn chặn hay làm chậm bước tiến công của Khmer Đỏ.:334–64

### Văn kiện chính phủ chưa công bố
- U.S. Military Assistance Command, Vietnam Command History 1967, Appendix E. Saigon, 1968.
- U.S. Military Assistance Command, Vietnam Command History 1968, Appendix F. Saigon, 1969.

### Văn kiện chính phủ đã công bố
- MACV, The Joint Command in the Years of Escalation, 1962–1967 Lưu trữ ngày 21 tháng 12 năm 2016 tại Wayback Machine